# من دیوانه نیستم
من دیوانه نیستم فیلمی به کارگردانی علیرضا امینی، نویسندگی دانیال مقدم و به تهیه‌کنندگی مرتضی شایسته محصول سال ۱۳۹۵ است.

## داستان فیلم
در خلاصه داستان «من دیوانه نیستم» آمده‌است: تعدادی بیمار روانی در آسایشگاهی وسط جزیره ای در شمال کشور زندگی را روایت می‌کنند و…

## بازیگران
- مهران احمدی
- مجید صالحی
- پژمان جمشیدی
- برزو ارجمند
- هادی کاظمی
- محمدرضا هدایتی
- محمدرضا داوودنژاد
- امید روحانی
- پانته‌آ مهدی‌نیا
- سیروس کهوری‌نژاد
- مهدی ماهانی
- دانیال مقدم

## نقد فیلم
یکی از منتقدین در مورد این فیلم نوشت: فیلم‌های زیادی در سینمای ایران با چنین مضمونی ساخته شده‌اند که در آن‌ها یک بیمار روانی نقش اصلی را داشته و قصه پیرامون بیماری روان پریشی پیش رفته‌است ولی «من دیوانه نیستم» به جهت اینکه ساختار تلخ و طنزی دارد، در پرداختن به چنین مضمونی تقریباً خوب و بدون کلیشه عمل نموده‌است و تا حدودی شبیه به یکی از داستان‌های مجموعه داستان سه قطره خون صادق هدایت است.